# مسلمون عرب
يطلق مصطلح المسلمون العرب على المسلمين الذين ينتمون إلى العرب عن طريق النّسب العربي أو تحدثهم اللغة العربية أو اتخاذ البلاد العربية وطنا للاستقرار الدائم[بحاجة لمصدر].
على الرغم من أن معظم مواطني دول الوطن العربي هم عرب مسلمون؛ الا أن العديد من العرب ليسوا مسلمين والعديد من المسلمين في الوطن العربي ينتمون إلى إثنيات غير عربية. يشكل المسلمون العرب أكبر مجموعة إثنية بين المسلمين في العالم، يليهم البنغال، والبنجاب.

## الفرق الدينية
تعتنق الأغلبية الساحقة من العرب اليوم الإسلام دينًا على المذهب السني، وفق المدارس الأربعة: الحنفية والشافعية والمالكية والحنبلية. يُشكل أتباع المذهب الشيعي أقلية بين المسلمين العرب، ومعظمهم يتمركز في جنوب العراق وجنوب لبنان والقسم الشرقي من شبه الجزيرة العربية بما فيه الكويت وشرق السعودية، بالإضافة لشمال اليمن وبعض أنحاء سوريا، وهؤلاء يتبعون الطائفة الإثنا عشرية وأغلبهم يتبع المدرسة الجعفرية، أما شيعة اليمن فيتبعون المدرسة الزيدية. من الطوائف الإسلامية الأخرى، هناك الإباضية، وهي فرقة الخوارج الوحيدة الباقية، وأغلب الإباضيين يتمركزون اليوم في عُمان وتونس، كذلك هناك الإسماعيلية في بعض أنحاء الشام، والعلويون قاطني الساحل السوري بشكل رئيسي.

## شتات
يعيش عدد كبير من المسلمين العرب خارج بلدانهم الأصلية. يشكل العرب المسلمون غالبية السكان العرب في بلجيكا وفرنسا وألمانيا وإندونيسيا وإيران وإسرائيل وهولندا وتركيا والمملكة المتحدة، بينما يشكل المسيحيون العرب غالبية السكان العرب في الأرجنتين وأستراليا والبرازيل وتشيلي وكولومبيا وكوبا واليونان وهايتي والمكسيك والولايات المتحدة وأوروغواي وفنزويلا. حوالي ربع عرب أمريكا يعرفون أنفسهم بأنهم عرب مسلمون.

## شخصيات عربية مسلمة

### قديما
- محمد
- أبو بكر
- عمر بن الخطاب
- عثمان بن عفان
- علي بن ابي طالب

### حديثا
- شيخ الإسلام ابن تيمية
- ابن قيم الجوزية
- محمد بن عبدالوهاب
- ابن باز
- احمد محمد شاكر